# 중국 슈퍼리그 2005
중국 슈퍼리그 2005는 원래 2005년 3월 5일에 개막할 예정이었지만 4월로 연기되었고 11월 5일에 폐막되었다. 이번 시즌에선 스폰서가 없었다.
이번 리그에서는 강등된 팀 없이 상하이 중방과 우한 광구가 승격되어 이전 시즌에 비해 12팀에서 14팀으로 늘어났다.
이번 시즌에서는 다롄 스더가 우승컵의 영광을 안게 되었다. 2006년 시즌으로 넘어갈 때에는 승격도 없었으며, 강등도 없었다.

## 리그 순위
|    | 팀          | 경기수 | 승 | 무 | 패 | 득점 | 실점 | 승점 |
| 1  | 다롄 스더   | 26     | 21 | 2  | 3  | 57   | 18   | 65   |
| 2  | 상하이 선화 | 26     | 15 | 8  | 3  | 41   | 23   | 53   |
| 3  | 산둥 루넝   | 26     | 15 | 7  | 4  | 47   | 30   | 52   |
| 4  | 톈진 터다   | 26     | 14 | 7  | 5  | 48   | 26   | 49   |
| 5  | 우한 광구   | 26     | 11 | 9  | 6  | 34   | 26   | 42   |
| 6  | 베이징 현대 | 26     | 12 | 4  | 10 | 46   | 32   | 40   |
| 7  | 칭다오 중넝 | 26     | 8  | 8  | 10 | 25   | 31   | 32   |
| 8  | 상하이 궈지 | 26     | 8  | 7  | 11 | 30   | 32   | 31   |
| 9  | 쓰촨 관청   | 26     | 8  | 5  | 13 | 28   | 45   | 29   |
| 10 | 랴오닝 FC   | 26     | 7  | 8  | 11 | 34   | 42   | 29   |
| 11 | 상하이 조본 | 26     | 5  | 7  | 14 | 18   | 35   | 22   |
| 12 | 선전 상칭인 | 26     | 4  | 10 | 12 | 21   | 42   | 22   |
| 13 | 선양 진더   | 26     | 4  | 7  | 15 | 19   | 43   | 18   |
| 14 | 충칭 리판   | 26     | 4  | 7  | 17 | 16   | 41   | 13   |

## 결과
| 중국 슈퍼리그 2005 우승 팀 |
| -------------------------- |
| 다롄 스더 첫 번째 우승     |

## 같이 보기
- 중국 슈퍼리그
- 중국 축구 협회
- 중국 FA컵